# Contea di Otoe
La contea di Otoe (in inglese Otoe County) è una contea dello Stato del Nebraska, negli Stati Uniti. La popolazione al censimento del 2000 era di 15 396 abitanti, passati a 15 740 nel 2010. Il capoluogo di contea è Nebraska City.

## Geografia fisica
Secondo lo United States Census Bureau, la contea ha una superficie di 1 603,25 km² (619,02 mi²), di cui 8,78 km² (3,39 mi²) coperti da acque.

### Contee confinanti
- Cass (nord)
- Fremont (Iowa) (est)
- Atchison (Missouri) (sudest)
- Nemaha (sud)
- Johnson (sud)
- Gage (sudovest)
- Lancaster (nordovest)

## Infrastrutture e trasporti

### Principali autostrade
- U.S. Route 75
- Nebraska Highway 2
- Nebraska Highway 43
- Nebraska Highway 50
- Nebraska Highway 67
- Nebraska Highway 128

## Geografia antropica

### Città
- Nebraska City (Capoluogo di contea)
- Syracuse

### Villaggi
- Burr
- Douglas
- Dunbar
- Lorton
- Otoe
- Palmyra
- Talmage
- Unadilla

### CDP
- Woodland Hills

### Aree non incorporata
- Paul
- Wyoming

### Città fantasma
- Minersville